# Придніпровський район
Придніпро́вський райо́н — міський район міста Черкаси, утворений Указом Президії Верховної Ради Української РСР № 2314-VIII від 22 грудня 1973 року.

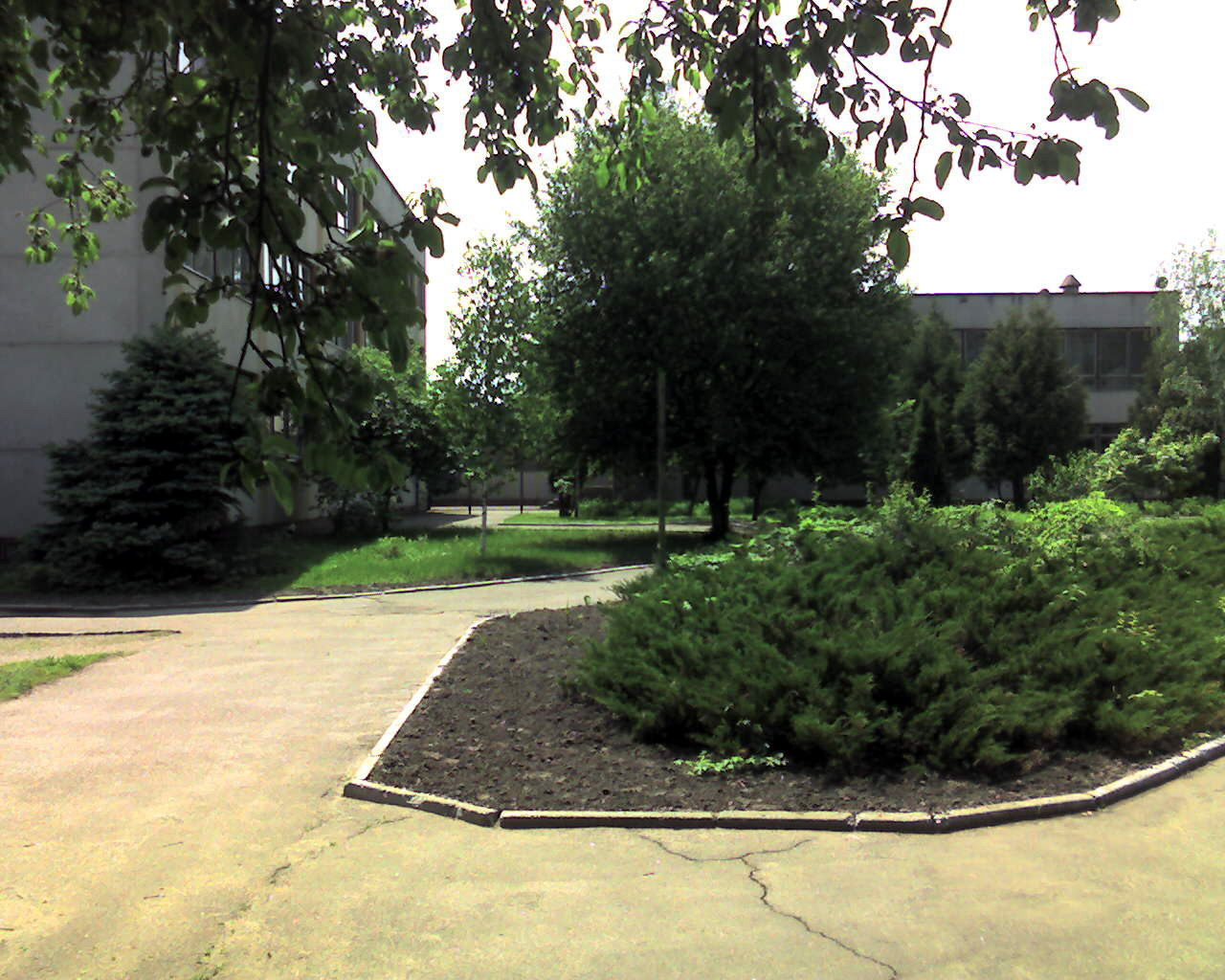
Спеціалізована школа № 13

Район розташований у придніпровській зоні Кременчуцького водосховища, збудованого на березі річки Дніпро, і поділяється на 7 мікрорайонів: Сєдова, 700-річчя, Дніпровський, Митниця, Радгосп, Яблуневий, Портовий, Промисловий.
На території району діють Черкаський державний технологічний університет, а також ще декілька закладів вищої освіти. Крім того, функціонують Черкаський державний бізнес-коледж, середні спеціальні навчальні заклади, профтехучилища, Черкаський фізико-математичний ліцей (ФІМЛІ), загальноосвітні школи (у тому числі Черкаська спеціалізована школа № 13), дошкільні дитячі заклади, поліклініки.

## Населення
Населення становить 141 737 осіб (2005)[джерело?].

### Мовний склад
Рідна мова населення за даними перепису 2001 року:
| Мова       | Чисельність, осіб | Доля     |
| ---------- | ----------------- | -------- |
| Українська | 112 506           | 78,66 %  |
| Російська  | 27 120            | 18,96 %  |
| Інше       | 3 403             | 2,38 %   |
| Разом      | 143 029           | 100,00 % |